# Kim Eun-jung
Kim Eun-jung (김은중?, 金殷中?; Seul, 8 aprile 1979) è un allenatore di calcio ed ex calciatore sudcoreano, di ruolo attaccante, attuale commissario tecnico della nazionale Under-20 sudcoreana.

## Palmarès

### Club
- Coppa di Corea del Sud

Daejeon Citizen: 2001
- Korean League Cup

Seoul FC: 2006
- K League 1

Pohang Steelers: K League Classic 2013

### Nazionale
- Giochi asiatici: 1

2002